# Sao chổi Hale-Bopp
Sao chổi Hale-Bopp (chính thức được C/1995 O1) có lẽ là sao chổi được quan sát rộng rãi nhất của thế kỷ 20 và là một trong những sáng nhìn thấy trong nhiều thập kỷ. Nó có thể thấy được bằng mắt thường trong một kỉ lục 18 tháng, thời gian dài gấp đôi các kỉ lục trước đó của Sao chổi lớn năm 1811. 
Sao chổi Hale-Bopp được phát hiện vào ngày 23/7/1995, ở một khoảng cách rất lớn từ Mặt trời, làm tăng kỳ vọng rằng sao chổi này sẽ làm sáng đáng kể do thời gian trôi qua gần Trái Đất. Mặc dù dự báo độ sáng của sao chổi với bất kỳ mức độ chính xác nào tỏ ra rất khó, Hale-Bopp đáp ứng hoặc vượt quá dự đoán nhất khi nó được thông qua điểm cận nhật vào ngày 4 tháng 2 năm 1997. Sao chổi này được mệnh danh là sao chổi lớn của năm 1997.

## Phát hiện
Sao chổi này được phát hiện độc lập vào ngày 23 tháng 7 năm 1995 bởi hai nhà quan sát, Alan Hale và Thomas Bopp, cả đều ở Hoa Kỳ. Hale đã trải qua hàng trăm giờ tìm kiếm sao chổi nhưng không thành công